# Convertisseur analogique-numérique double rampe
Le convertisseur analogique-numérique double rampe est un dispositif électronique qui transforme une tension en un temps, les 2 grandeurs étant proportionnelles. Ce temps peut ensuite être numérisé à l'aide d'un compteur.

## Fonctionnement
Ce type de convertisseur fonctionne en deux étapes :
- Première étape : intégration de la tension à mesurer {\displaystyle v_{x}(t)\,} pendant une durée {\displaystyle T_{int}\,} fixe appelée période d'intégration.

L'interrupteur K1 est fermé et l'interrupteur K2 est ouvert.
- Comme on peut le constater en observant le schéma et les courbes ci-dessus, cette intégration a pour effet de fournir une tension en sortie de l'intégrateur qui est égale à la tension aux bornes du condensateur et qui a pour expression :

{\displaystyle v_{s}(t)={\frac {1}{R_{1}C}}\int _{0}^{T_{int}}v_{x}\cdot dt\,}
- Si cette tension {\displaystyle v_{s}(t)\,} atteint une valeur égale à {\displaystyle U_{C_{max}}\,}, un circuit logique impose, soit un changement de calibre pour les appareils à calibrage automatique (en anglais : autorange), soit l'affichage d'un signal de dépassement.

- Deuxième étape : décharge à courant du condensateur.

L'interrupteur K2 est fermé et l'interupteur K1 est ouvert. Le montage se comporte alors comme un générateur de courant constant {\displaystyle I_{cte}=-{\frac {V_{Ref}}{R_{2}}}\,}. Ce courant décharge le condensateur C.
- C'est lors de cette seconde étape qu'a lieu la conversion analogique-numérique proprement dite : un compteur échantillonne la durée ∆tx nécessaire à la décharge complète du condensateur. Les courbes montrent bien que cette durée est proportionnelle à la valeur de la tension atteinte à la fin de l'étape 1.
- Si certaines conditions (fréquence de la tension vx suffisante, ...) sont respectées, cette durée est proportionnelle à la valeur moyenne de la tension d'entrée.

## Performances
Ce type de convertisseur ne peut numériser précisément la valeur moyenne d'une tension qu'à condition que l'une des relations Tint >> T ou Tint = nT avec n entier soit vérifiée.
De ce fait, ces appareils sont toujours limités dans le domaine des basses fréquences à quelques dizaines de Hz. C'est aussi une des raisons qui a conduit les constructeurs à utiliser comme durée d'intégration (généralement 100 ms) un multiple commun aux deux périodes de distribution utilisées dans le monde : 100 ms = 5 x 20 ms = 6 x 16,66 ms.
Ce convertisseur constitue le circuit de base des voltmètres numériques